# Adriana Carranca
Adriana Carranca est une écrivaine et journaliste brésilienne. Elle travaille en tant qu'envoyée spéciale pour le journal O Estado de S. Paulo, où elle a commencé en tant que journaliste en 2002, et O Globo,. Expert en couverture internationale, elle a été envoyée spéciale en Haïti, en Syrie, au Pakistan, en Afghanistan, en Irak, en Iran, en Égypte, en Indonésie, dans les territoires palestiniens, en République démocratique du Congo, au Soudan du Sud et en Ouganda. Elle a été considérée en 2016 l'une des dix personnalités du journalisme brésilien les plus admirées. Elle est cofondatrice et directrice de l'Association brésilienne du journalisme d'investigation.
En 2016, Carranca a reçu le Trophée de la presse féminine. En 2014, elle a reçu le Prix Líbero Badaró de journalisme dans la catégorie « couverture internationale ». L'année précédente, elle avait reçu le « Grand Prix » de la même cérémonie, pour ses reportages sur la guerre en Afghanistan. Elle a été finaliste pour le Prix Esso en 2014 pour une série de reportages sur les guerres en Afrique.

## Livres
- O Irã sob o chador (2010), avec Márcia Camargos[11]
- O Afeganistão depois do Talibã (2011)[12]
- Malala, a menina que queria ir para a escola (2015)[13]